# حمید عنایت
سیدحمید عنایت (زادهٔ هشتم شهریور ۱۳۱۱ در تهران – درگذشتهٔ سوم مرداد ۱۳۶۱ خورشیدی)، پژوهشگر و مترجم حوزه علوم سیاسی و فلسفه سیاسی بود.

## زندگی
مادر حمید عنایت، منتسب به خاندان قاجار و پدرش، سیدعلی عنایت، مردی وطن‌دوست و فرزند یکی از روحانیون دوران مشروطه بود. خانواده او، مذهبی و از طبقه متوسط رو به بالا بودند. پدرش همراه عموها که در پی آغاز برنامه یکسان‌سازی فرهنگی حکومت رضاخان، لباس روحانیت را کنار گذاشته بودند، با گرفتن پروانه دفتر اسناد رسمی، محضرداری می‌کرد بنابراین او در خانواده‌ای که با فرهنگ بیگانه نبود، در مسیر علم آموزی قرار گرفت.
وی مدرک کارشناسی را از دانشکدهٔ حقوق و علوم سیاسی دانشگاه تهران دریافت و برای ادامهٔ تحصیل به دلیل کسب رتبهٔ اول، بورسیهٔ دولتی می‌گیرد. وی مدرک کارشناسی ارشد خود را در زمینهٔ علوم سیاسی از مدرسهٔ اقتصاد و علوم سیاسی دانشگاه لندن و مدرک دکترای تخصصی را در از مدرسهٔ مطالعات شرق و آفریقای دانشگاه لندن دریافت می‌دارد.
عنایت در سال ۱۳۴۵ به ایران بازگشت و به واسطه سابقه تدریس پاره‌وقت در کالج‌های لندن و طی یک دوره یک ساله استادی در دانشگاه خارطوم، توانست به عنوان دانشیار در دانشکده حقوق دانشگاه تهران استخدام شود.
دکتر عنایت در ۱۳۵۱ ش. / ۱۹۷۲ م. جایزه تحقیقاتی دانشگاه تهران را از آن خود کرد و در سال بعد ۱۳۵۲ش. / ۱۹۷۳ م. بورس کالج سنت آنتونی دانشگاه آکسفورد را گرفت و در همان سال در دانشگاه تهران به سمت دانشیاری ارتقا یافت و ضمن تدریس در دانشگاه به تحقیق و تتبع ادامه داد. در اواسط دهه ۵۰، همزمان با تدریس و ترجمه کتاب‌های فلسفی، با نگارش مقالاتی در مجلات نگین، کتاب امروز، فرهنگ و زندگی، خرد و کوشش و نشریه دانشکده حقوق دانشگاه تهران، فعالیتش را در حوزه نشر نیز گسترش داد.
او در دانشگاه تهران از چهره‌های «ضدّ دستگاه» شناخته می‌شد و با حفظ موقعیت دانشگاهی و علمی‌اش از مبارزات سیاسی غافل نبود.
پس از انقلاب، وی با «جبهه دموکراتیک ملی ایران» که در ۱۴ اسفند ۱۳۵۷ بر سر مزار دکتر مصدق در احمدآباد اعلام موجودیت کرد، همکاری داشت. پس از تعطیل شدن دانشگاه‌ها در ایران، دکتر عنایت به همراه همسر و دو فرزندش (هادی و آمنه عنایت) به انگلستان رفت و در سال ۱۳۵۹ به سمت استادیار (Lecturer) در کالج سنت آنتونی دانشگاه آکسفورد استخدام شد، اما دو سال بعد، در سوم مرداد ۱۳۶۱، در جریان پروازی از فرانسه به انگلستان، در اثر سکته قلبی درگذشت.

## آثار

### ترجمه
- سیاست، ارسطو، ۱۳۳۷ (برنده جایزه بهترین کتاب سال در ترجمه)
- فلسفه هگل، و. ت. ستیس، انتشارات علمی و فرهنگی
- بنیاد مابعدالطبیعه اخلاق، ایمانوئل کانت، ترجمه حمید عنایت و علی قیصری، انتشارات خوارزمی
- عقل در تاریخ، هگل، ترجمه حمید عنایت، انتشارات شفیعی، چاپ اوّل، تابستان ۱۳۷۹، تهران
- تاریخ طبیعی دین، دیوید هیوم، ۱۳۴۸
- لوی اشتراوس، ادموند لیچ، ۱۳۵۰
- خدایگان و بنده، فریدریش هگل، همراه با تفسیر الکساندر کوژو، شرکت سهامی انتشارات خوارزمی، ۱۳۵۸
- قیصر و مسیح، ویل دورانت، ۱۳۴۱
- سه آهنگ‌ساز: موزار، برلیوز، واگنر، رومن رولان، ۱۳۳۴
- انتقام معجزه‌آسا، جرج برنارد شاو، گی دوموپاسان، جک لندن، ۱۳۳۳
- سه داستان، جرج برنارد شاو، جک لندن و گی دوموپاسان، ۱۳۳۳
- مارکوزه، السدر مک‌اینتایر، ۱۳۵۲

### تألیف
- اندیشه سیاسی در اسلام معاصر، ترجمه بهاءالدین خرمشاهی، (آخرین تألیف مهم او که درست در آخرین روزهای زندگی‌اش منتشر شد)
- تاریخ اندیشه‌ها و نهادهای سیاسی در ایران و اسلام ۱۳۴۸
- فلسفه سیاسی غرب، از هراکلیت تا هابز
- اسلام و سوسیالیسم در مصر (مجموعه مقالات) ۱۳۵۱
- سیری در اندیشهٔ سیاسی عرب ۱۳۵۶
- شش گفتار دربارهٔ دین و جامعه ۱۳۵۲
- جهان از خود بیگانه (مجموعه مقالات) ۱۳۵۱
- کتاب‌شناسی مآخذ علوم سیاسی به زبان فارسی
- افکار سیاسی غرب، از فتح مصر به وسیلهٔ ناپلئون تا جنگ جهانی دوم ۱۳۵۶

### مقاله
- «ایران و اعراب» (به انگلیسی، نیویورک، ۱۹۷۱)
- «مذهب و حکومت در ایران» (به انگلیسی، ۱۹۷۱)
- «وضع علوم اجتماعی در ایران» (به انگلیسی، ۱۹۷۴) (این مقاله توسط نوشین احمدی خراسانی به فارسی برگردانده و در مجموعه مقالات «کتاب توسعه» - جلد ۵، پاییز ۱۳۷۲، نشر توسعه - منتشر شده است)
- «سیاست ایران‌شناسی» (به انگلیسی، ۱۹۷۵)
- «فلسفه سیاسی افلاطون و ارسطو از دیدگاه فارابی» (به انگلیسی، ۱۹۷۶)
- «فلسفه سیاسی اخوان الصفا» (به انگلیسی، ۱۹۷۷)